# Sphenostemon
Sphenostemon là một chi chứa khoảng 10 loài cây bụi hay cây gỗ nhỏ thường xanhh, bản địa của New Guinea, Queensland (Australia) và New Caledonia.

## Phân loại học
Hệ thống APG II năm 2003 đặt nó một mình trong họ Sphenostemonaceae nhưng không đặt trong bộ nào, biết rằng nó thuộc về nhánh euasterids II (campanulids).
Các nghiên cứu sau đó chỉ ra rằng nó có quan hệ họ hàng gần với Paracryphia. Kết quả là website của Angiosperm Phylogeny Group khuyến cáo đặt nó trong họ Paracryphiaceae, nghĩa là trong phạm vi bộ Paracryphiales, điều này đã được ghi nhận trong hệ thống APG III năm 2009.

## Các loài
- Sphenostemon balansae
- Sphenostemon comptonii
- Sphenostemon lobosporus
- Sphenostemon oppositifolius
- Sphenostemon pachycladum
- Sphenostemon pachycladus
- Sphenostemon papuanum
- Sphenostemon papuanus
- Sphenostemon pauciflorum
- Sphenostemon thibaudii
- Sphenostemon tireliae